# Tamirat Layne

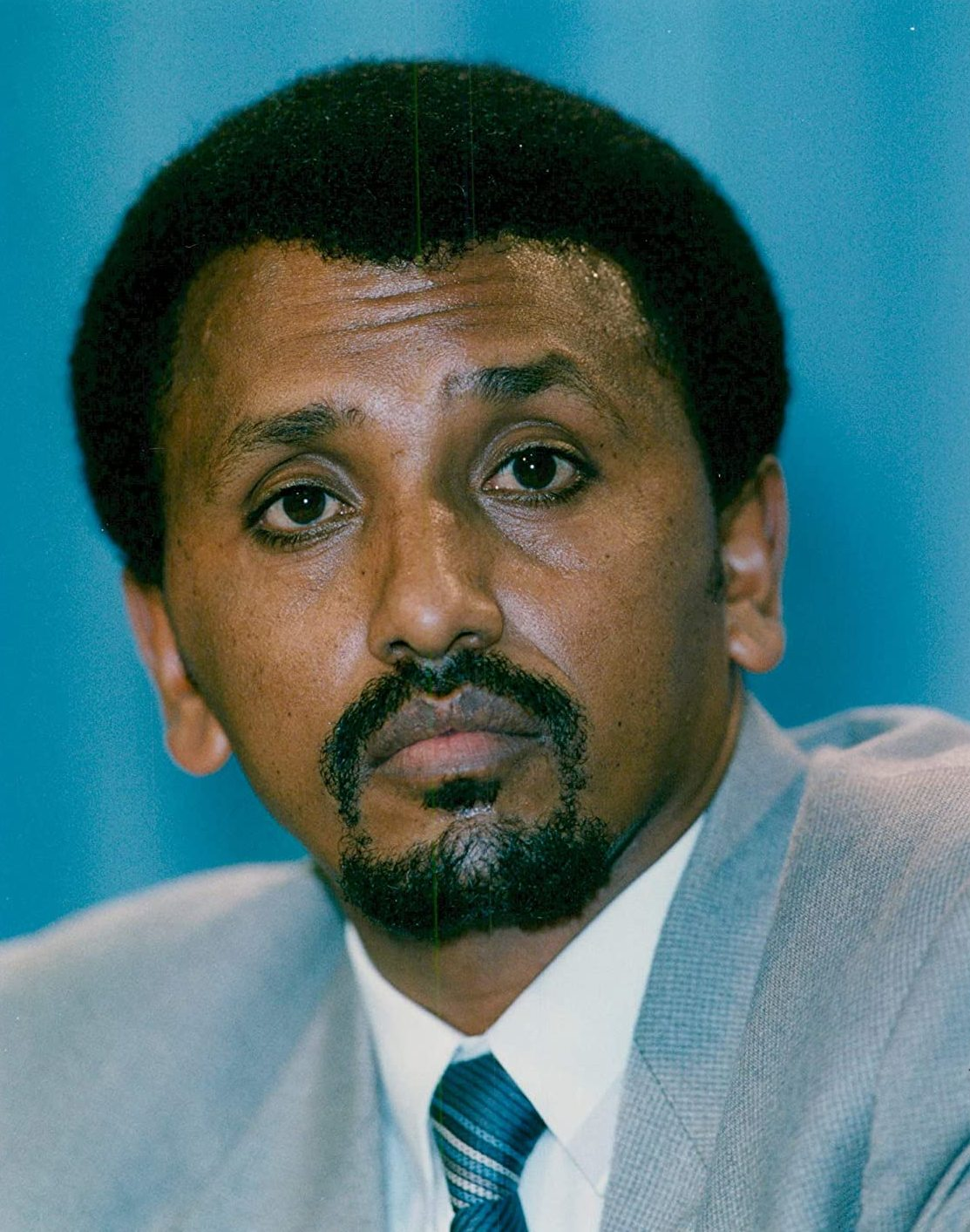
Tamirat Layne

Tamirat Layne (Schreibweise amharisch ታምራት ላይኔ; * 1955 im damaligen Kaiserreich Abessinien) war Chef der Übergangsregierung Äthiopiens während der demokratischen Transformationsphase.
Er war vom 6. Juni 1991 bis zum 22. August 1995 der erste Ministerpräsident Äthiopiens nach dem Bürgerkrieg in Äthiopien. Der Lutheraner ist Mitglied der Amharischen Nationaldemokratischen Bewegung (ANDB), welche Mitgliedspartei der Koalition der Revolutionären Demokratischen Front ist.

## Die Revolution
Im äthiopischen Bürgerkrieg während der 1980er Jahre war er Anführer der Demokratischen Bewegung des Äthiopischen Volkes (EPDM, die Vorgängerpartei der ANDB) und kämpfte mit anderen Oppositionsgruppen gegen die Diktatur des Derg und Mengistu Haile Mariams.

## Politische Laufbahn 1991–2000
Als Mengistu im Jahr 1991 gestürzt wurde, wurde Layne als Ministerpräsident eine der drei Personen im Triumvirat des EPRDF mit der Volksbefreiungsfront von Tigray, welche das Land für die Übergangszeit regieren und dann in eine demokratisch gewählte Regierung ungeformt werden sollte; die übrigen Mitglieder waren Meles Zenawi (Präsident) und Siye Abraha (Verteidigungsminister). Am 22. August 1995 löste ihn der bisherige Präsident Meles Zenawi als Premierminister ab. Layne wurde stellvertretender Ministerpräsident bis Oktober 1996, als er entlassen wurde.

## Freisetzung
Tamirat Layne saß 12 Jahre lang eine ursprünglich für 18 Jahre angesetzte Haftstrafe ab, nachdem ihn ein Gericht wegen Korruption und Veruntreuung von Gebühren verurteilt hatte. Er wurde am 19. Dezember 2008 entlassen. Das Gericht stellte sein gutes Verhalten während der Haft als Grund für seine Freilassung heraus. Seit seine Familie nach Deutschland gezogen ist, wird von ihm erwartet, ihnen zu folgen. Tamirat Layne ist, seit er inhaftiert wurde, zum evangelischen Christentum konvertiert und hat angekündigt, er werde in keiner politischen Organisationen mitarbeiten, sondern Jesus Christus dienen und sich um das Wohl seines Volkes bemühen.